# 失業白書
『失業白書』（しつぎょうはくしょ）は、1997年3月31日から5月30日に、中部日本放送（CBC）が制作し、TBS系列の「ドラマ30」枠で放送された昼のテレビドラマ。放送時間は月曜から金曜の13:30-14:00（JST）。全45回。

## あらすじ
47歳になる礼は、50歳を前にキッチンプランナーという長年の夢の実現に賭けていた。ある日、会社課長である夫・良治に、仙台に赴任する話が持ち上がる。礼は自分の就職祝いも兼ね、沖縄の実家への家族旅行を計画。ところが沖縄についた途端、良治は会社を辞めると言い出す。

## キャスト
- 赤津礼：范文雀
- 赤津良治：ベンガル
- 赤津文治：荒井注
- 赤津奈菜：山本はるか
- 赤津高志：崎本大海
- 三谷三郎：徳井優
- 花山花子：青木和代
- 日下部長：内山森彦
- 野々村慎司：白川達士
- 翔子：福沢まりえ
- 銀粉蝶
- 井上浩
- 片山美穂
- 持田篤
- 辻千春

## スタッフ
- 脚本：冨川元文
- 演出：九鬼通夫、猪原達三、北川学
- 音楽：丸山和範
- プロデューサー：富永晃一、池端俊二
- 制作：中部日本放送（CBC）、KANOX

## 主題歌
- 香西かおり「すき」
  - 作詞：香西かおり、作曲：玉置浩二、編曲：若草恵